# Paul Sonnenburg
Paul Sonnenburg (* 31. März 1907 in Berlin; † 6. Januar 1988) war ein deutscher 
Politiker (SED). Er war Leiter der Abteilung Leicht- und Lebensmittelindustrie des ZK der SED.

## Leben
Sonnenburg, Sohn eines Handelsvertreters, besuchte die Grund- und Mittelschule. Er absolvierte eine Lehre zum Maschinenmeister und arbeitete anschließend in diesem Beruf sowie als Tischler und Kalkulator. Er legte eine Prüfung zum Werkmeister ab. Sonnenburg trat 1923 dem KJVD und 1926 der KPD bei. 
Nach der „Machtergreifung“ der Nationalsozialisten 1933 war er weiterhin für die KPD illegal tätig. Sonnenburg konnte trotz seiner vormaligen KPD-Mitgliedschaft von 1934 bis 1942 als Betriebsleiter einer Möbelfabrik und von 1942 bis 1944 als technischer Kaufmann in einem deutschen Propellerwerk arbeiten. 1944/45 war er zum Kriegsdienst bei der Wehrmacht eingezogen. 

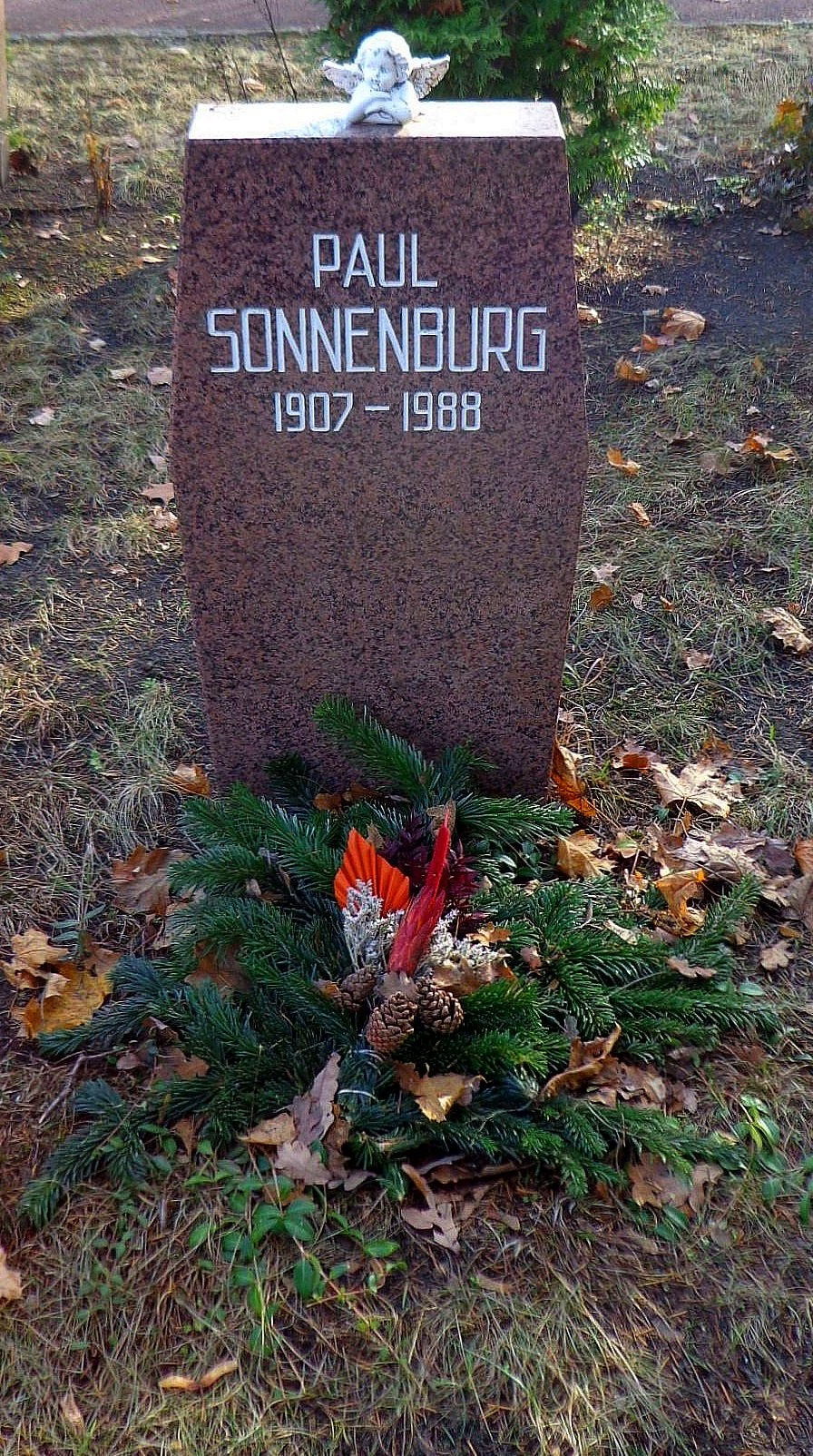
Grabstätte

Nach Kriegsende 1945 war er Prüfer, dann Dienststellenleiter im Arbeitsamt Berlin-Prenzlauer Berg. 1946 wurde er Mitglied der SED. Von 1946 bis 1948 war er Stadtbezirksverordneter in Berlin-Prenzlauer Berg. Die sowjetische Bezirkskommandantur Prenzlauer Berg setzt durch einen Befehl Sonnenburg am 15. Juli 1948 als stellvertretenden Bezirksbürgermeister (bis September 1948) ein, nachdem die Bezirksversammlung gegen die Stimmen der SED-Fraktion ihn zweimal abgelehnt hatte. Sonnenburg wird auch Leiter des Arbeitsamts Prenzlauer Berg.
Von 1948 bis 1952 war er – auf Betrieben von Fritz Lange – Oberreferent und Mitglied der Zentralen Kommission für Staatliche Kontrolle. 1952/53 fungierte er als Direktor der Deutschen Handelszentrale (DHZ) Möbel und Holzwaren. Von 1953 bis 1955 war er Abteilungsleiter im Ministerium für Leichtindustrie der DDR. 1954/55 war er Sekretär der Zentralen Parteileitung und Parteiorganisator des ZK der SED. Von 1958 bis 1961 leitete er die Abteilung Leicht- und Lebensmittelindustrie des ZK der SED. Sonnenburg war auch Mitglied der Wirtschaftskommission beim Politbüro des ZK der SED.
Seine Urne wurde in der Grabanlage Pergolenweg des Berliner Zentralfriedhofs Friedrichsfelde beigesetzt.

## Auszeichnungen
- Vaterländischer Verdienstorden (1957, 1959 und  1977)
- Ehrenspange zum Vaterländischen Verdienstorden in Gold (1982)[4]